# 가즈오 이시구로
가즈오 이시구로 경(영어: Sir Kazuo Ishiguro, OBE, 일본어: 石黒一雄 이시구로 가즈오[*], 1954년 11월 8일 ~ )은 일본 태생의 영국의 소설가이다.
1954년 일본 나가사키시에서 태어나 5살인 1958년, 잉글랜드로 부모와 함께 이주하였다. 1978년 켄트 대학교에서 학사학위를 받았으며, 2년 후인 1980년에는 이스트앵글리아 대학교에서 석사학위를 받았다. 또한 1983년에는 영국 시민권을 받았다. 
영어권에서 가장 유명한 소설가 중 한 명으로도 알려져 있으며 장편 《남아 있는 나날》로 1989년에 맨부커상을 받았다. 2017년에 노벨 문학상 수상자로 선정되었다.

## 생애
1954년 11월 8일 나가사키시에서 태어났다. 아버지 시즈오 이시구로는 물리해양학자였고, 어머니는 시즈코 이시구로였다. 1960년 가즈오는 두 여동생과 함께 가족을 따라 영국 서리주 길퍼드로 이민을 갔고, 아버지는 영국 국립해양학센터에서 연구생활을 시작했다. 가즈오는 스토턴 초등학교와 서리주 워킹카운티 학교에 진학하였다. 두 학교를 졸업한 뒤에는 자기보충의 시간을 보내며 미국과 캐나다 등지를 여행하였고, 그곳에서 저술을 하거나 음반사에 데모 테이프를 보내는 등의 활동을 했다.
1974년에는 캔터베리의 켄트 대학교에 입학, 1978년에는 영어학과 철학 학사 과정을 마쳤다. 이후 1년 동안 소설을 쓰다 이스트앵글리아 대학교에서 학업을 재개하였으며 그곳에서 맬컴 브래드버리와 앤절라 카터에 대해 공부하고 1980년 문예창작 (Creative Writing) 석사를 마쳤다. 1983년에는 영국 시민권을 획득하였다.

## 문학적 특징

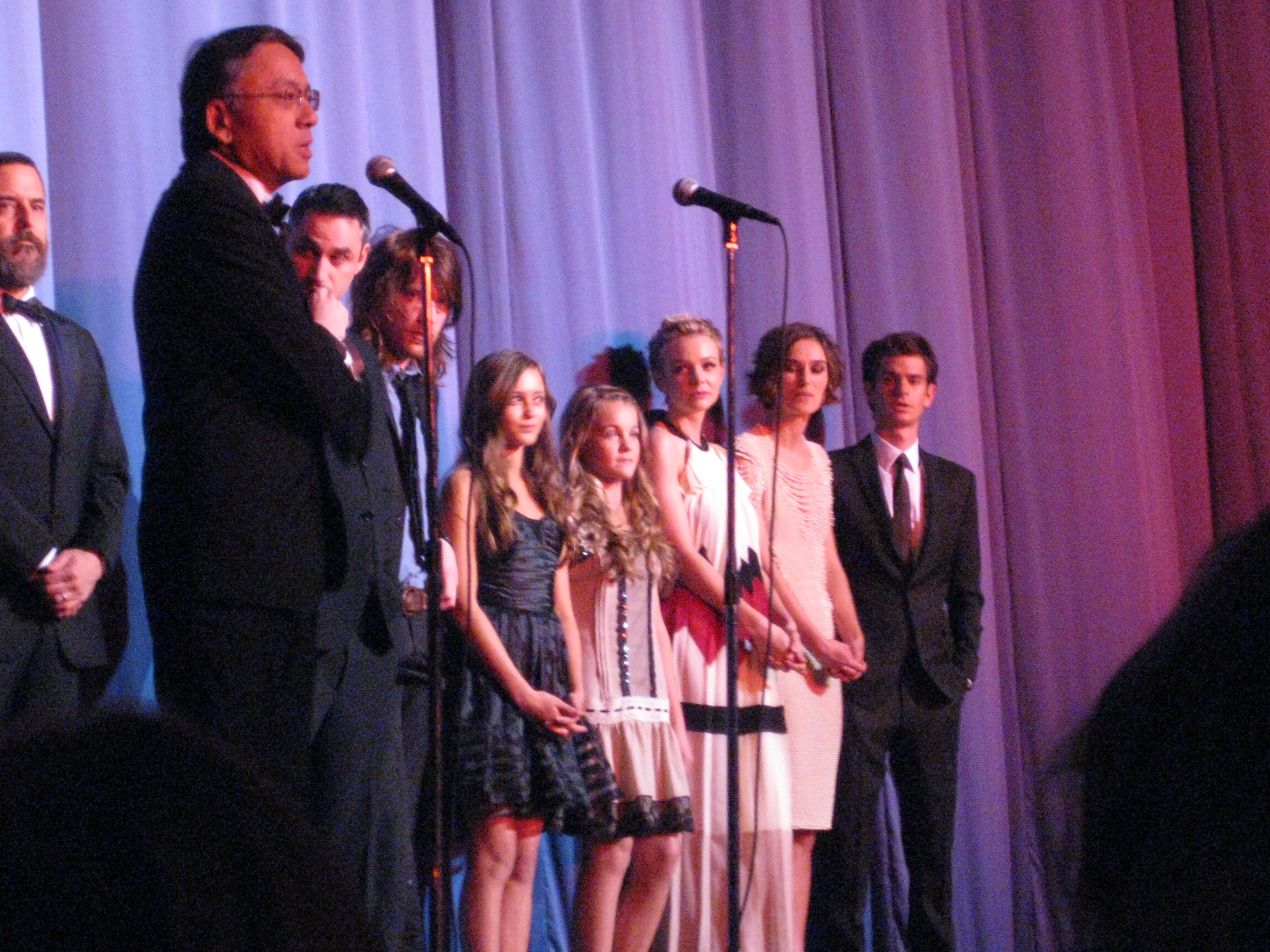
2010년 영화 《네버 렛 미 고》의 출연진과 함께한 이시구로

이시구로 작가의 소설은 과거를 배경으로 한 것이 많다. 소설 《나를 보내지 마》는 공상과학적인 면모에 미래적인 분위기를 띄고 있지만 80년대와 90년대를 배경으로 하고 있으며, 이 때문에 마치 현실 세계와 비슷한 평행 세계를 배경으로 한 것 같은 느낌이다. 네번째 작품 《위로받지 못한 사람들》은 중앙유럽의 어느 이름모를 도시를 배경으로 두고 있으며, 《남아 있는 나날》은 제2차 세계 대전이 벌어지던 시기 어느 영국 귀족의 커다란 시골 저택을 무대로 삼고 있다.
《부유하는 세상의 화가》는 1945년 패전 이후 재건을 겪고 있는 일본의 어느 도시를 무대로 삼았다. 이 소설에서 주인공은 전쟁 시기의 행적을 애써 받아들이고자 한다. 또한 주인공이 과거 일본의 그릇된 외교 정책을 옹호했다는 점으로 신세대로부터 비난받고 있음을 깨닫고, 또 다른 한편으로는 자기 손자로 대표되는 근대 세계의 이상과 마주할 수밖에 없는 현실에 처한다.

## 저작
그의 작품들은 대부분 민음사에서 김남주 번역가의 번역으로 출간되었다.

### 장편소설
| 연도 | 제목                 | 원제                            | 비고                                            |
| ---- | -------------------- | ------------------------------- | ----------------------------------------------- |
| 1982 | 창백한 언덕 풍경     | A Pale View of Hills            |                                                 |
| 1986 | 부유하는 세상의 화가 | An Artist of the Floating World |                                                 |
| 1989 | 남아 있는 나날       | The Remains of the Day          | 맨부커상 수상 1993년 《남아있는 나날》로 영화화 |
| 1995 | 위로받지 못한 사람들 | The Unconsoled                  |                                                 |
| 2000 | 우리가 고아였을 때   | When We Were Orphans            |                                                 |
| 2005 | 나를 보내지 마       | Never Let Me Go                 | 2010년 《네버 렛 미 고》로 영화화               |
| 2015 | 파묻힌 거인          | The Buried Giant                |                                                 |
| 2021 | 클라라와 태양        | Klara and the Sun               |                                                 |

### 단편집
- 《녹턴》(2009)

## 상훈

### 수상
- 1982년 위니프레드 홀트비 기념상
- 1986년 코스타상
- 1989년 맨부커상
- 2017년 노벨 문학상

### 서훈
- 1995년 대영 제국 훈장 4등급(OBE)[2]
- 1998년 프랑스 문예공로훈장 슈발리에
- 2018년 기사작위(Knight Bachelor) 서임[1]